# Amandma
Amandma je parlamentarni izraz za spremembo ali dopolnitev besedila akta zakonodajnega telesa, ki ga obravnava zakonodajno telo in ga sprejme na podlagi glasovanja.
V Sloveniji lahko amandma k predlogu zakona, ki ga obravnava matično delovno telo vložijo poslanci, poslanska skupina, zainteresirano delovno telo in delovno telo, ki obravnava finančne posledice zakona ter vlada, kadar ni predlagateljica zakona.
Amandmaje k dopolnjenemu predlogu zakona, ki ga obravnava državni zbor lahko vložijo poslanska skupina, deset poslancev in vlada, kadar ni predlagateljica zakona.
Kadar je predlog zakona že v tretji obravnavi pa lahko amandmaje vložijo predlagatelj zakona ali poslanska skupina ter vlada, kadar ni predlagateljica zakona.